# Périacte

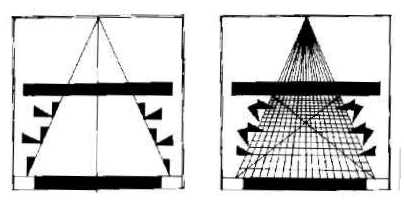
Exemple de Periaktoi

Les Périactes sont des éléments de décors théâtral en Grèce antique. Ce sont des triangles pivotant présents de chaque côté de la skéné. Sur chaque face du périacte était représenté un décor différent. On tournait donc le périacte pour changer de décor, selon une convention : tourner le périacte côté cour signifie changer de lieu dans la même ville, tourner les deux signifie changer totalement de lieu.
On a trouvé des traces de périactes dans le Théâtre de Dionysos à Athènes.